# ヴェラアズール
ヴェラアズール（欧字名:Vela Azul、2017年1月19日 - ）は、日本の競走馬。主な勝ち鞍は2022年のジャパンカップ、京都大賞典。
馬名の意味は、スペイン語で「青い帆」。母名より連想。

## 戦績

### デビュー前 - 4歳（2021年）
1歳時に左トモ球節の骨片を摘出する手術を受け、2歳になっても左前脚に骨瘤ができるなど脚部不安に陥っていたこともあり、デビューは3歳になってから、2020年3月20日の阪神競馬場ダート1800メートルの3歳新馬で、福永祐一鞍上でデビューし2着。調教師の渡辺薫彦によれば、当初のヴェラアズールがダートの競走で使われたのは、育成期にトラブルが続き、一時期には馬体重が600キログラム近くまでになった本馬の脚元への負担が考慮されたものである。その後未勝利戦で2着2回、3着1回の好走を続け、6月28日の阪神競馬場ダート1800メートルの未勝利戦で、ダミアン・レーン騎乗の下で1着。その後は阪神競馬場ダート2000メートルの3歳上1勝クラスで2回敗れた後、2021年1月10日、中京競馬場の4歳上1勝クラスで勝利し2勝目を挙げた。しかし、それ以降は2022年1月までにかけて計10回ダートコースでの2勝クラス競走に出走するが最高成績は3着2回で、およそ1年の間3勝目を挙げることは叶わなかった。

### 5歳（2022年）
渡辺は、かねてからオーナーサイドと芝の競走を使いたいと話していたものの、「ダートでもそれなりに走っていたので、なかなか切り替えるタイミングがないまま」で、ヴェラアズールは5歳の春を迎えていた。次走としては矢作川特別（ダート1800メートル）が予定されたが、同競走の1週前登録には36頭がエントリーしており、本馬は除外の可能性が高かった。そこで、体質面での良化も踏まえて、登録馬が10頭であった同日の2勝クラス競走・淡路特別（芝2600メートル）に目標を切り替え、本馬は初めて芝コースでの競走に出走することになった。2022年3月19日、阪神競馬場の淡路特別で1着となり、約1年2か月ぶりの勝利を挙げた。芝への挑戦で勝利を挙げた本馬は、その後、芝路線に固定される。サンシャインステークス（芝2500メートル）、緑風ステークス（芝2400メートル）で2走連続の3着を記録した後、6月11日、東京競馬場のジューンステークス（芝2400メートル）で1着となりオープン入りした。
約4か月の休養を挟み、2022年10月10日、昇級初戦で阪神競馬場の京都大賞典（GII）に松山弘平鞍上で出走した。競走では、主導権争いを制したユニコーンライオンが逃げ、重賞2勝の1番人気馬ボッケリーニ、アリストテレスが並んで5番手追走、ウインマイティーが7番手を追走するなどして縦長の隊列となったなかで、本馬は後方で競走を進めた。第4コーナーに差し掛かって凝縮した馬群の後方4番手で最終直線に入った本馬は、松山に仕掛けられると、上がり3ハロンで出走馬中最速の33秒2を計時する瞬発力を発揮し、ボッケリーニ以下を差し切って2馬身2分の1差で優勝した。これによって、本馬は重賞の初挑戦初勝利を達成した。
2022年11月27日、ライアン・ムーア鞍上でジャパンカップ（GI）に出走した。ここでは、昨年の日本ダービーおよび同年のドバイシーマクラシックを勝った4歳馬シャフリヤール、皐月賞4着、日本ダービー4着および天皇賞（秋）3着の3歳馬ダノンベルーガに、京都大賞典を勝ったヴェラアズールを加えて三強の勢力図となった。過去4年のジャパンカップの平均出走頭数が1.5頭であった外国調教馬も、国際厩舎の新設された今回にはオネスト、テュネス、グランドグローリー、シムカミルの4頭が来日。一方、凱旋門賞へ遠征したタイトルホルダーおよびドウデュース、有馬記念に直行したイクイノックスなどの不在によって日本調教馬はやや手薄な陣容であったが、上位人気は日本調教馬が独占した。

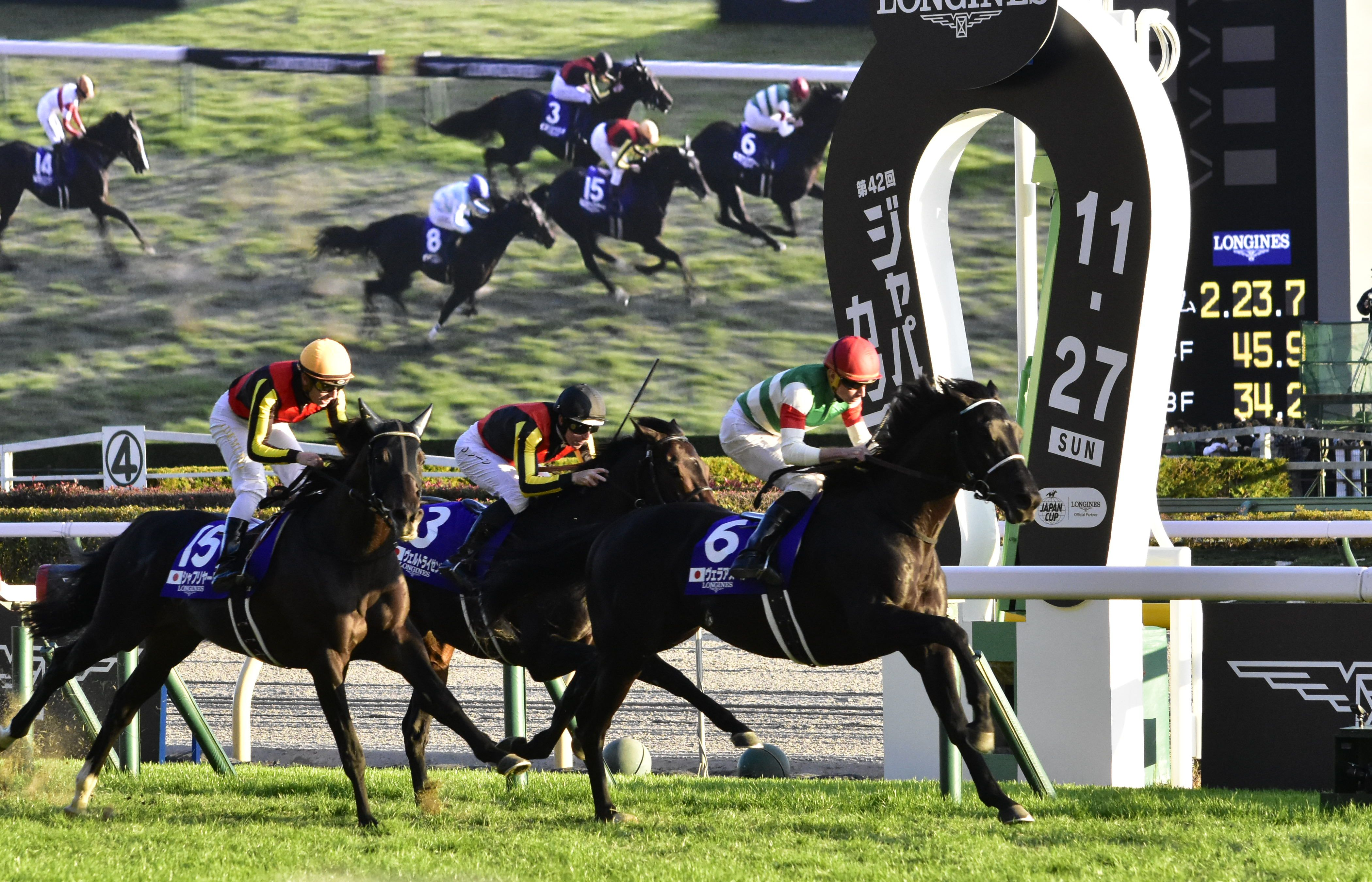
第42回ジャパンカップ
（鞍上 ライアン・ムーア）

発走すると、福島記念を逃げ切ったユニコーンライオンが競走を先導し、これに続く隊列が一団となって進行する展開のなかで、本馬は中団馬群の中を追走。向正面半ばからユーバーレーベンが後方から進出し、第4コーナーからは応戦したダノンベルーガとシャフリヤールも追撃に掛かったが、一方、本馬は密集した馬群の中で追い出しを待つことになった。残り300メートル辺りから狭いところを通って追い上げると、内から抜け出したヴェルトライゼンデ、外から追い込んだシャフリヤール両馬の間を突き抜けて優勝。2着となったシャフリヤールに4分の3馬身差をつけ、以下着順は3着ヴェルトライゼンデ、4着デアリングタクト、5着ダノンベルーガと続いた。これによって日本調教馬は2006年ディープインパクト以来ジャパンカップの17連勝を達成。本馬はジューンステークス、京都大賞典に続く3連勝でのGI制覇となり、渡辺薫彦調教師および父エイシンフラッシュに初めてのGI勝利をもたらした。5歳になるまで芝の競走を走らなかった経歴の本馬を、島田明宏は「近年ではほかに例がない馬」、石田敏徳は「空前のジャパンCウイナー」と評した。競走の直後では次走は白紙とされたが、その後、有馬記念へ参戦したが、10着と敗れた。

### 6歳（2023年）
6歳初戦は初の海外遠征となるドバイワールドカップにクリスチャン・デムーロを鞍上に迎え出走したが13着と大敗した。帰国後は宝塚記念に出走し8着の後、秋初戦となった京都大賞典では後方から追い上げるも7着に終わった。この後、連覇を目指しジャパンカップに出走することとなった。当初は前年同様にライアン・ムーアとのコンビが予定されていたが、ムーアが短期免許期間中の11月19日の京都競馬で落馬負傷し、免許期間途中で治療のため帰国したことにより、代わって短期免許で来日していたホリー・ドイルとのコンビとなった。なお、夫のトム・マーカンドもスタッドリーに騎乗しており、JRAのGI競走では初の夫婦での騎乗となった。結果は7着と敗れ、このレースが現役最終戦となった。
ジャパンカップ後ノーザンファームしがらき（滋賀県）に放牧に出ていたが、左前脚に腫れがみられたためエコー検査を行ったところ、屈腱炎が判明。復帰までに最低1年を要するとみられることから、関係者が協議した結果、12月6日引退することが発表された。

## 種牡馬時代

### 供用
競走馬引退後は、北海道新冠町の優駿スタリオンステーションで種牡馬入りする。

## 競走成績
以下の内容は、JBISサーチ、netkeiba.com、エミレーツ競馬協会およびTotal Performance Dataの情報に基づく。
| 競走日     | 競馬場   | 競走名           | 格  | 距離（馬場）  | 頭 数 | 枠 番 | 馬 番 | オッズ （人気） | 着順 | タイム （上り3F） | 着差   | 騎手        | 斤量 [kg] | 1着馬（2着馬）         | 馬体重 [kg] |
| ---------- | -------- | ---------------- | --- | ------------- | ----- | ----- | ----- | --------------- | ---- | ----------------- | ------ | ----------- | --------- | ---------------------- | ----------- |
| 2020.03.20 | 阪神     | 3歳新馬          |     | ダ1800m（良） | 16    | 2     | 3     | 017.60（5人）   | 02着 | 01:56.1（37.7）   | -0.4   | 0福永祐一   | 56        | リーガルマナー         | 514         |
| 0000.04.11 | 阪神     | 3歳未勝利        |     | ダ1800m（良） | 16    | 8     | 16    | 001.80（1人）   | 02着 | 01:54.7（39.3）   | -0.3   | 0福永祐一   | 56        | アンコールプレス       | 516         |
| 0000.05.31 | 京都     | 3歳未勝利        |     | ダ1800m（良） | 16    | 4     | 7     | 001.60（1人）   | 02着 | 01:54.1（39.0）   | -0.4   | 0幸英明     | 56        | カネコメノボル         | 512         |
| 0000.06.13 | 阪神     | 3歳未勝利        |     | ダ1800m（不） | 16    | 7     | 14    | 002.70（2人）   | 03着 | 01:52.1（37.7）   | -0.3   | 0福永祐一   | 56        | メイショウカズサ       | 516         |
| 0000.06.28 | 阪神     | 3歳未勝利        |     | ダ1800m（稍） | 16    | 3     | 5     | 001.60（1人）   | 01着 | 01:53.8（38.2）   | -0.2   | 0D.レーン   | 56        | （クールシャイン）     | 506         |
| 0000.11.23 | 阪神     | 3歳上1勝クラス   |     | ダ2000m（良） | 10    | 1     | 1     | 005.50（2人）   | 04着 | 02:08.7（37.5）   | -0.3   | 0福永祐一   | 55        | ロードセッション       | 506         |
| 0000.12.19 | 阪神     | 3歳上1勝クラス   |     | ダ2000m（良） | 11    | 7     | 9     | 002.60（1人）   | 02着 | 02:08.4（37.0）   | -0.2   | 0福永祐一   | 56        | ヴァーダイト           | 502         |
| 2021.01.10 | 中京     | 4歳上1勝クラス   |     | ダ1900m（良） | 14    | 3     | 3     | 002.90（2人）   | 01着 | 02:01.3（37.2）   | -0.6   | 0福永祐一   | 56        | （メイショウコジョウ） | 504         |
| 0000.03.20 | 中京     | 矢作川特別       | 2勝 | ダ1800m（良） | 16    | 6     | 11    | 002.80（1人）   | 10着 | 01:55.0（39.2）   | -1.3   | 0福永祐一   | 55        | ダノングリスター       | 502         |
| 0000.04.10 | 新潟     | 福島中央テレビ杯 | 2勝 | ダ1800m（良） | 14    | 2     | 2     | 004.90（3人）   | 13着 | 01:54.4（39.6）   | -2.0   | 0鮫島克駿   | 57        | ヴィアメント           | 506         |
| 0000.06.13 | 東京     | 八王子特別       | 2勝 | ダ2100m（良） | 16    | 1     | 2     | 015.70（6人）   | 03着 | 02:11.4（37.5）   | -0.6   | 0C.ルメール | 57        | リキサンダイオー       | 510         |
| 0000.06.27 | 阪神     | リボン賞         | 2勝 | ダ1800m（良） | 13    | 1     | 1     | 004.60（2人）   | 04着 | 01:52.4（37.6）   | -0.5   | 0C.ルメール | 57        | ジュディッタ           | 502         |
| 0000.10.30 | 東京     | 伊勢佐木特別     | 2勝 | ダ2100m（良） | 14    | 7     | 12    | 005.80（3人）   | 09着 | 02:12.7（38.7）   | -1.6   | 0C.ルメール | 55        | バイシュラバナ         | 516         |
| 0000.11.27 | 阪神     | 3歳上2勝クラス   |     | ダ1800m（良） | 16    | 5     | 9     | 031.30（8人）   | 06着 | 01:54.3（38.6）   | -1.1   | 0鮫島克駿   | 57        | ホールシバン           | 514         |
| 0000.12.18 | 阪神     | 赤穂特別         | 2勝 | ダ1800m（重） | 14    | 5     | 7     | 019.40（4人）   | 03着 | 01:52.2（36.4）   | -0.1   | 0松若風馬   | 57        | ナリタフォルテ         | 510         |
| 2022.01.09 | 中京     | 濃尾特別         | 2勝 | ダ1800m（良） | 15    | 4     | 6     | 026.20（7人）   | 07着 | 01:54.3（36.6）   | -1.1   | 0松若風馬   | 57        | レプンカムイ           | 506         |
| 0000.03.19 | 阪神     | 淡路特別         | 2勝 | 芝2600m（稍） | 9     | 1     | 1     | 007.90（4人）   | 01着 | 02:38.4（34.8）   | -0.1   | 0岩田望来   | 55        | （プレイリードリーム） | 516         |
| 0000.04.17 | 中山     | サンシャインS    | 3勝 | 芝2500m（良） | 13    | 5     | 7     | 005.30（3人）   | 03着 | 02:33.2（34.0）   | -0.4   | 0岩田望来   | 55        | パラダイスリーフ       | 514         |
| 0000.05.14 | 東京     | 緑風S            | 3勝 | 芝2400m（良） | 12    | 8     | 11    | 006.00（4人）   | 03着 | 02:24.4（33.8）   | -0.1   | 0戸崎圭太   | 57        | アルビージャ           | 512         |
| 0000.06.11 | 東京     | ジューンS        | 3勝 | 芝2400m（良） | 15    | 5     | 9     | 002.50（1人）   | 01着 | 02:25.7（33.9）   | -0.3   | 0C.ルメール | 56        | （ブレークアップ）     | 510         |
| 0000.10.10 | 阪神     | 京都大賞典       | GII | 芝2400m（稍） | 14    | 6     | 10    | 007.40（2人）   | 01着 | 02:24.3（33.2）   | -0.4   | 0松山弘平   | 56        | （ボッケリーニ）       | 518         |
| 0000.11.27 | 東京     | ジャパンC        | GI  | 芝2400m（良） | 18    | 3     | 6     | 004.50（3人）   | 01着 | 02:23.7（33.7）   | -0.1   | 0R.ムーア   | 57        | （シャフリヤール）     | 518         |
| 0000.12.25 | 中山     | 有馬記念         | GI  | 芝2500m（良） | 16    | 3     | 6     | 010.00（4人）   | 10着 | R2:34.1（36.8）   | -1.7   | 0松山弘平   | 57        | イクイノックス         | 518         |
| 2023.03.25 | メイダン | ドバイWC         | G1  | ダ2000m（Fs） | 15    | 5     | 15    | 017.90（7人）   | 13着 | R2:13.87（48.96） | -10.62 | 0C.デムーロ | 57        | Ushba Tesoro           | 計不        |
| 0000.06.25 | 阪神     | 宝塚記念         | GI  | 芝2200m（良） | 17    | 4     | 8     | 042.10（9人）   | 08着 | R2:11.9（35.2）   | -0.7   | 0松山弘平   | 58        | イクイノックス         | 520         |
| 0000.10.09 | 京都     | 京都大賞典       | GII | 芝2400m（重） | 14    | 2     | 2     | 008.20（6人）   | 07着 | R2:25.7（35.0）   | -0.4   | 0松山弘平   | 59        | プラダリア             | 526         |
| 0000.11.26 | 東京     | ジャパンC        | GI  | 芝2400m（良） | 18    | 5     | 9     | 099.70（9人）   | 07着 | 02:23.3（33.8）   | -1.5   | 0H.ドイル   | 58        | イクイノックス         | 514         |

- 海外の競走の「枠番」欄にはゲート番を記載

## 血統表
| ヴェラアズールの血統              | ヴェラアズールの血統                        | ヴェラアズールの血統                        | （血統表の出典）                            | （血統表の出典） |
| 父系                              | キングマンボ系 （ミスタープロスペクター系） | キングマンボ系 （ミスタープロスペクター系） | キングマンボ系 （ミスタープロスペクター系） | [ § 2 ]          |
| 父 エイシンフラッシュ 2007 黒鹿毛 | 父の父*キングズベスト King's Best 1997 鹿毛 | Kingmanbo                                   | Mr. Prospector                              | Mr. Prospector   |
| 父 エイシンフラッシュ 2007 黒鹿毛 | 父の父*キングズベスト King's Best 1997 鹿毛 | Kingmanbo                                   | Miesque                                     |                  |
| 父 エイシンフラッシュ 2007 黒鹿毛 | 父の父*キングズベスト King's Best 1997 鹿毛 | Allegretta                                  | Lombard                                     | Lombard          |
| 父 エイシンフラッシュ 2007 黒鹿毛 | 父の父*キングズベスト King's Best 1997 鹿毛 | Allegretta                                  | Anatevka                                    |                  |
| 父 エイシンフラッシュ 2007 黒鹿毛 | 父の母*ムーンレディ Moonlady 1997 黒鹿毛    | Platini                                     | Surumu                                      | Surumu           |
| 父 エイシンフラッシュ 2007 黒鹿毛 | 父の母*ムーンレディ Moonlady 1997 黒鹿毛    | Platini                                     | Prairie Darling                             |                  |
| 父 エイシンフラッシュ 2007 黒鹿毛 | 父の母*ムーンレディ Moonlady 1997 黒鹿毛    | Midnight Fever                              | Sure Blade                                  | Sure Blade       |
| 父 エイシンフラッシュ 2007 黒鹿毛 | 父の母*ムーンレディ Moonlady 1997 黒鹿毛    | Midnight Fever                              | Majoritat                                   |                  |
| 母 ヴェラブランカ 2007 芦毛       | 母の父*クロフネ 1998 芦毛                   | *フレンチデピュティ                         | Deputy Minister                             | Deputy Minister  |
| 母 ヴェラブランカ 2007 芦毛       | 母の父*クロフネ 1998 芦毛                   | *フレンチデピュティ                         | Mitterand                                   |                  |
| 母 ヴェラブランカ 2007 芦毛       | 母の父*クロフネ 1998 芦毛                   | *ブルーアヴェニュー                         | Classic Go Go                               | Classic Go Go    |
| 母 ヴェラブランカ 2007 芦毛       | 母の父*クロフネ 1998 芦毛                   | *ブルーアヴェニュー                         | Eliza Blue                                  |                  |
| 母 ヴェラブランカ 2007 芦毛       | 母の母アドマイヤサンデー 1995 鹿毛          | *サンデーサイレンス                         | Halo                                        | Halo             |
| 母 ヴェラブランカ 2007 芦毛       | 母の母アドマイヤサンデー 1995 鹿毛          | *サンデーサイレンス                         | Wishing Well                                |                  |
| 母 ヴェラブランカ 2007 芦毛       | 母の母アドマイヤサンデー 1995 鹿毛          | *ムーンインディゴ                           | El Gran Senor                               | El Gran Senor    |
| 母 ヴェラブランカ 2007 芦毛       | 母の母アドマイヤサンデー 1995 鹿毛          | *ムーンインディゴ                           | Madelia                                     |                  |
| 母系(F-No.)                       | ムーンインディゴ(USA)系(FN:11-p)            | ムーンインディゴ(USA)系(FN:11-p)            | ムーンインディゴ(USA)系(FN:11-p)            | [ § 3 ]          |
| 5代内の近親交配                   | アウトブリード                              | アウトブリード                              | アウトブリード                              | [ § 4 ]          |
| 出典                              | 1. 2. 3. 4.                                 | 1. 2. 3. 4.                                 | 1. 2. 3. 4.                                 | 1. 2. 3. 4.      |

- 伯父に2006年東京スポーツ杯2歳ステークスおよびラジオNIKKEI杯2歳ステークス、2007年の共同通信杯勝ち馬のフサイチホウオー。伯母に2007年阪神ジュベナイルフィリーズと2008年優駿牝馬を勝ったトールポピー。叔母に2011年秋華賞、クイーンステークスを勝ったアヴェンチュラがいる。